# Dubský

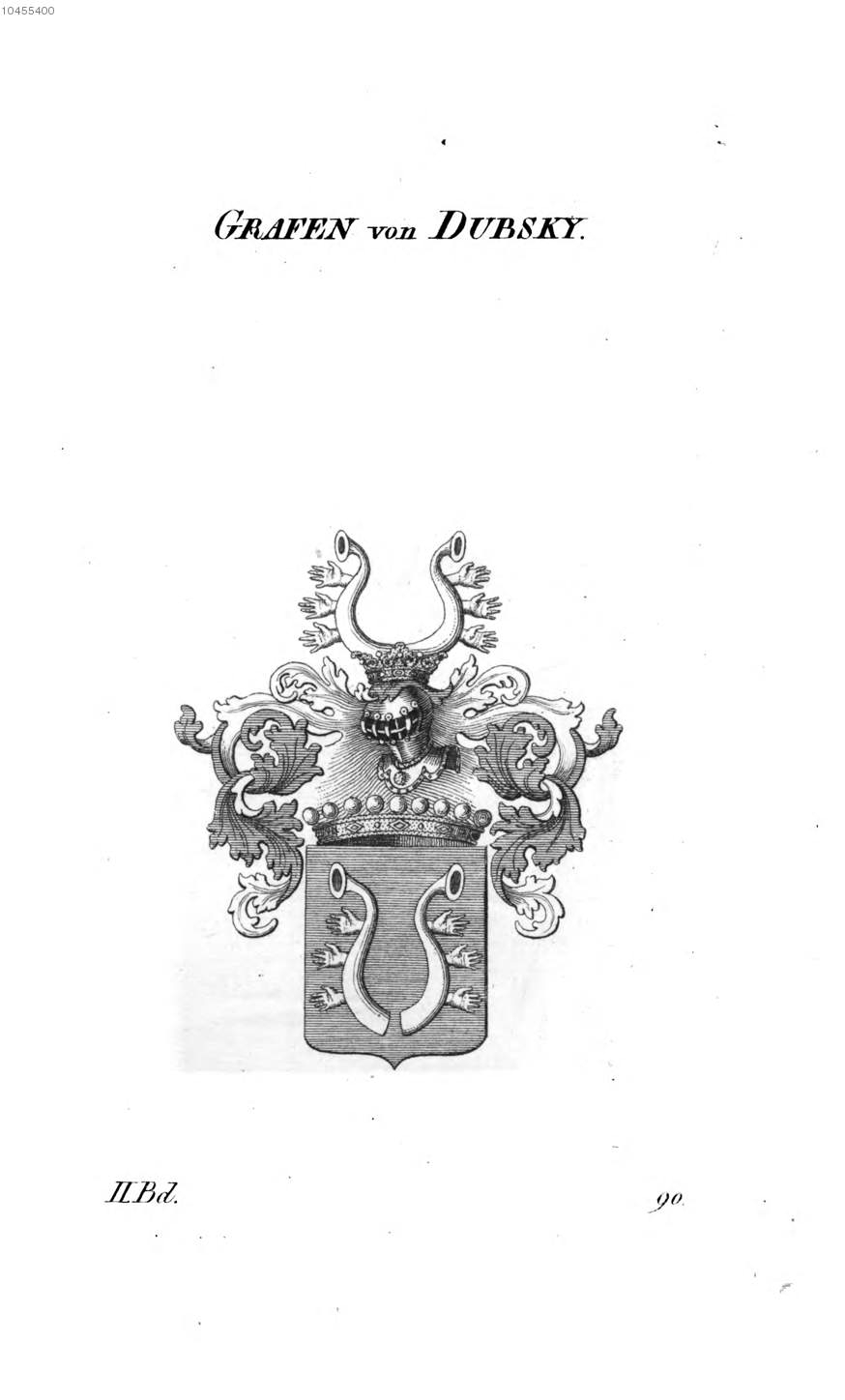
Gräfliches Wappen der Dubsky

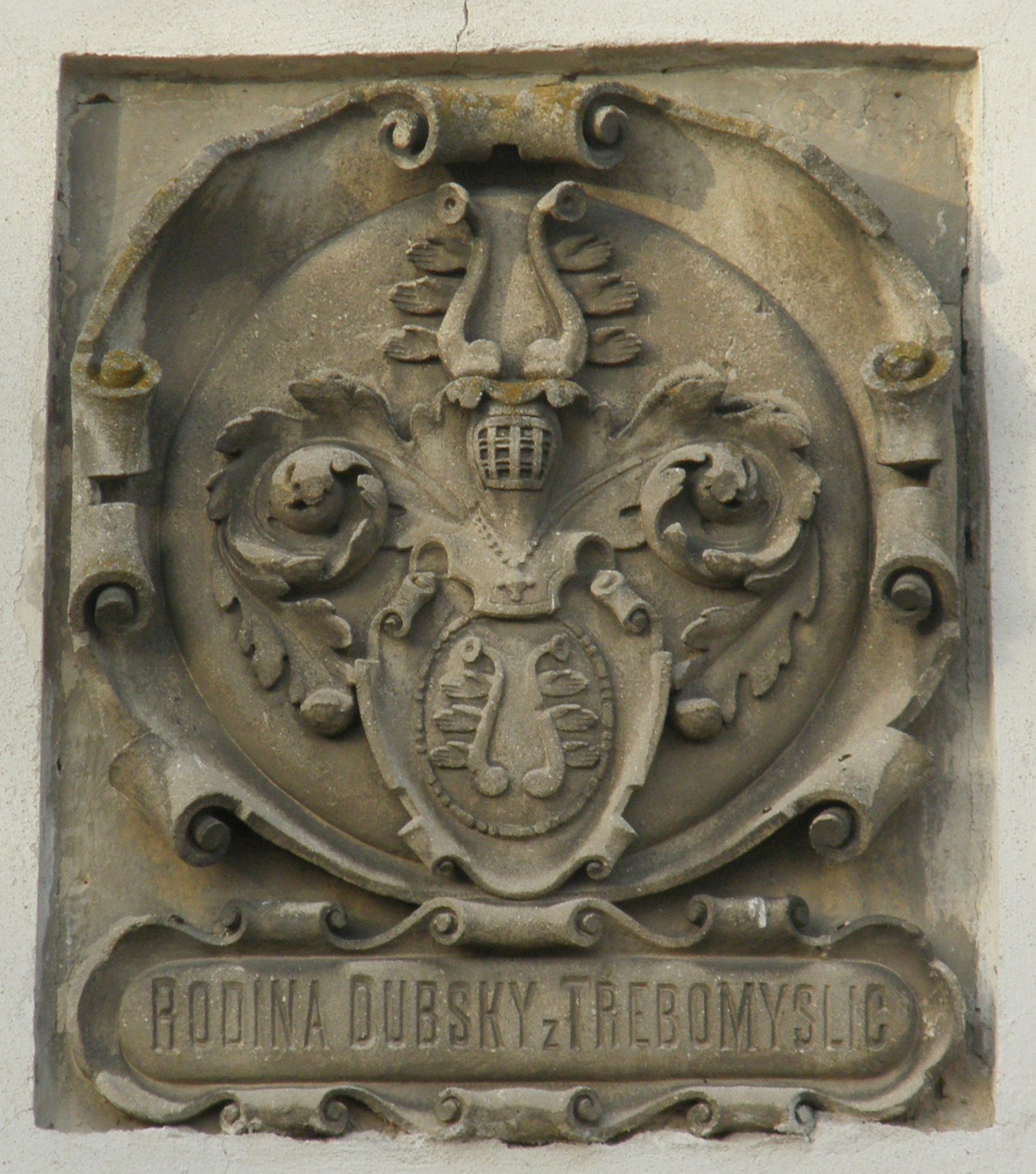
Familienwappen an der Begräbniskapelle in Lysice

Dubsky (Dubsky-Trzebomyslitz auch Dubský von Třebomyslice) ist ein altes böhmisch-mährisches und österreichisches Adelsgeschlecht und gehört zum österreichischen Uradel.

## Geschichte
Der Ursprungslegende nach soll die Familie von Ungarn nach Böhmen und von dort später auch nach Mähren und Österreich gekommen sein. Das Geschlecht nannte sich zunächst ausschließlich Třebomyslice. 1411 erwähnt die Libris erectionum bzw. ein kirchliches Fundationsbuch Wilhelm von Třebomyslic als Wohltäter. Der Stammsitz war Třebomyslic bei Horažďovic, von der Veste Dub im ehemaligen Prachiner Kreise entlehnten die Vorfahren dann den Beinamen Dubský. 1608 erhob Kaiser Rudolf II. die Familie in den Freiherrenstand. Im 16. und 17. Jahrhundert spielten Familienmitglieder als Oberkommandierende an der kroatischen Militärgrenze in den Türkenkriegen sowie als Förderer des Protestantismus, der Literatur und der Künste eine bedeutende Rolle.
Im Zuge der Gegenreformation nach dem Dreißigjährigen Krieg verloren die Dubský in Böhmen ihre Güter. Während die böhmischen Linien erloschen, blühten die mährischen Linie fort. Anfang des 18. Jahrhunderts diente Ferdinand Leopold Dubski Freiherr zu Strebomislitz († 1721) als k. k. Statthalter in Böhmen, kaiserlicher Oberst und Vizeadmiral. 1714 wählte ihn Papst Clemens XI. zum Nuntius generalis des Malteserordens und Großprior in Böhmen, welches Amt Kaiser Karl VI. bestätigte. Als erster in der Familie erhob Kaiser Franz I. 1810 den k. k. Kämmerer und Geheimrat Franz Dubsky von Trebomyslic († 1812) in den erblichen österreichischen Grafenstand. Darauf erhielt auch das Oberhaupt der zweiten Linie 1843 die erbliche Grafenwürde.
Einige Angehörige der Adelsfamilie waren bedeutende Schriftsteller, wie Marie von Ebner-Eschenbach. Mitglieder der Familie standen im Dienste des Kaiserhauses. Die Familie war angesehen und einflussreich und verfügte über große Besitztümer. Außerdem galt sie im 16. und 17. Jahrhundert neben den Familien Liechtenstein, Hardegg und Esterhazy als wohlhabendste Familie des Reiches. Nachkommen des Geschlechts leben heute unter anderem in Österreich, Tschechien, Slowenien, Italien und Deutschland.

## Wappen
- Stammwappen:  Auf blauem Feld zwei Büffelhörner, an denen sechs naturfärbige Hände.

## Bekannte Familienmitglieder
- Marie von Ebner-Eschenbach, geb. Dubský von Třebomyslice (1830–1916), mährisch-österreichische Schriftstellerin
- Viktor Dubský von Třebomyslice (1834–1915), österreich-ungarischer General